# Austria Kärnten
SK Austria Kärnten – austriacki klub piłkarski z siedzibą w mieście Klagenfurt.
Nazwa klubu może być obecnie mylona z innym klubem z Klagenfurtu noszącym niegdyś nazwę Austria i jako Austria Klagenfurt występującym w europejskich pucharach (chodzi o klub założony w 1920 roku i znany obecnie jako FC Kärnten).

## Historia
Austria Kärnten założona została 1 czerwca 2007 roku. Klub nabył licencję na grę w Bundeslidze od likwidowanego klubu SV Pasching. Klub działał w latach 2007-2010. W czerwcu 2010 ogłoszono bankructwo.
W drużynie grało wcześniej kilku Polaków: Adam Ledwoń, Radosław Gilewicz, Andrzej Lesiak, Tomasz Wisio, Paweł Woźniak.

## Sukcesy
- 3 sezony w Bundeslidze: 2007-2010.

## Sezony wBundeslidze
| Sezon     | Uzyskane Miejsce |
| --------- | ---------------- |
| 2007-2008 | 9                |
| 2008-2009 | 6                |
| 2009-2010 | 10 (spadek)      |

## Trenerzy
- Walter Schachner (2007)
- Klaus Schmidt (2007-2008)
- Frank Schinkels (2008-2009)

## Reprezentanci kraju grający w klubie
| - Michael Baur - Thomas Flögel - Martin Hiden - Zlatko Junuzović - Sanel Kuljić - Manuel Weber - Roland Kollmann | - Manuel Ortlechner - Péter Kabát - André Schembri - Radosław Gilewicz - Adam Ledwoń - Thierry Fidjeu |